# Príncipe-obispo
Un príncipe-obispo es un obispo que, además de ser la máxima autoridad religiosa en una diócesis, es gobernante o jefe de Estado en el territorio de la diócesis o en parte de este. En los casos en que la máxima autoridad civil la ejerzan un arzobispo o un abad los términos equivalentes son príncipe-arzobispo o príncipe-abad.

## Ejemplos

### Sacro Imperio Romano Germánico

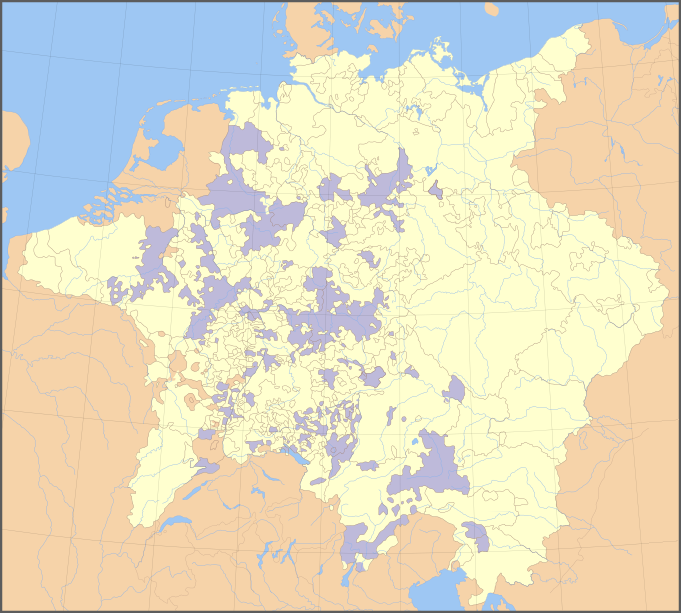
Territorio del Sacro Imperio Romano Germánico gobernado por autoridades religiosas en 1648.

Príncipe-obispo fue el título de nobleza usado por los obispos que gobernaron un estado eclesiástico del Sacro Imperio Romano Germánico, o si habían recibido el título de príncipe del Sacro Imperio.
Así, el obispo de Lieja, soberano del Principado de Lieja, fue desde 985 obispo y príncipe del Imperio. Todavía existe en esta ciudad de Bélgica el Palacio de los Príncipes-Obispos de Lieja (actualmente sede del Palacio de Justicia de Lieja).
Hubo otros ejemplos, como el príncipe-obispo de Estrasburgo, Metz, Basilea, Ginebra, Sion, Salzburgo, Osnabrück, Riga (Príncipe de Livonia), Münster, Utrecht, Montenegro y Trento.
El Principado de Stavelot-Malmédy (en Lieja) fue también un Estado soberano regido por un príncipe-abad.
La mayoría de estos principados religiosos desaparecieron a principios del siglo XIX, cuando Francisco I de Austria disolvió el Sacro Imperio Romano Germánico y fundó la Confederación del Rin. Algunos también fueron anexionados por Francia.

### Andorra
Un caso aparte es el Principado de Andorra, aún existente en la actualidad, cuya jefatura del Estado es ostentada conjuntamente (como copríncipes de Andorra) por el obispo de Urgel y el presidente de la República Francesa -este último depositario de los derechos históricos de los vizcondes de Castellbò, luego condes de Foix, reyes de Navarra y finalmente de Francia.